# Проспект Людвіга Свободи
Проспект Людвіга Сво́боди — проспект у Харкові, розташований у Шевченківському районі серед житлового масиву Олексіївка. Довжина проспекту — 2200 метрів. Він бере початок з Переможної вулиці та вулиці Ахсарова та закінчується перехрестям з Лозовеньківським проспектом.

## Опис
У прилеглих кварталах розташовані багатоповерхові житлові будинки, Олексіївський ринок (на перехресті із проспектом Перемоги), супермаркети і магазини.
Нумерація будинків починається з 20-го номеру і закінчується 60-м. На проспекті знаходяться дві станції метрополітену: «Олексіївська» і «Перемога».
Проспект було названо на честь Людвіка Сво́боди (1895—1979) — чехословацького військового і політичного діяча, президента ЧССР (1968—1975), генерала, Героя Радянського Союзу (1965), Героя ЧССР. У роки Другої світової війни Людвік Свобода був командиром 1-го чехословацького батальйону, перший бій якого з німецькими силами стався в с. Соколове Зміївського району Харківської області. У ході Харківської оборонної операції спільно з радянськими частинами відбивав атаки ворога.
Ініціативи на перейменування проспекту через закон про декомунізацію України станом на кінець березня 2024 відсутні.

## Інфраструктура
Територія, прилегла до проспекту, має достатньо розвинену мережу інфраструктури.
Освіта:
- Комунальний заклад "Харківський ліцей № 146 Харківської міської ради" (проспект Людвіга Свободи, 37Б)
- Комунальний заклад "Харківський ліцей № 154 Харківської міської ради" (проспект Людвіга Свободи, 42Б)

Медицина:
- Харківська міська дитяча поліклініка №14 (проспект Людвіга Свободи, 48В)

Пошта:
- Відділення Укрпошти 61204 (проспект Людвіга Свободи, 48Б)
- Відділення Нової пошти №7 (проспект Людвіга Свободи, 35)
- Відділення Нової пошти №122 (проспект Людвіга Свободи, 43)
- Відділення Нової пошти №163 (проспект Людвіга Свободи, 30)

## Історія
23 серпня 1981 року відкрито тролейбусну лінію проспектом Людвіга Свободи від вулиці Ахсарова до проспекту Перемоги.
У листопаді 1991 почалося освоєння будмайданчиків майбутніх станцій метро «Олексіївська» та «Перемога».
21 грудня 2010 року станція метро «Олексіївська» відкрита для пасажирів.
25 серпня 2016 року станція метро «Перемога» відкрита для пасажирів.
23 серпня 2020 року до дня міста будинки були підсвітили світлодіодними стрічками.
У лютому 2022 року внаслідок обстрілів російськими військами декілька будинків на проспекті зазнали руйнувань.

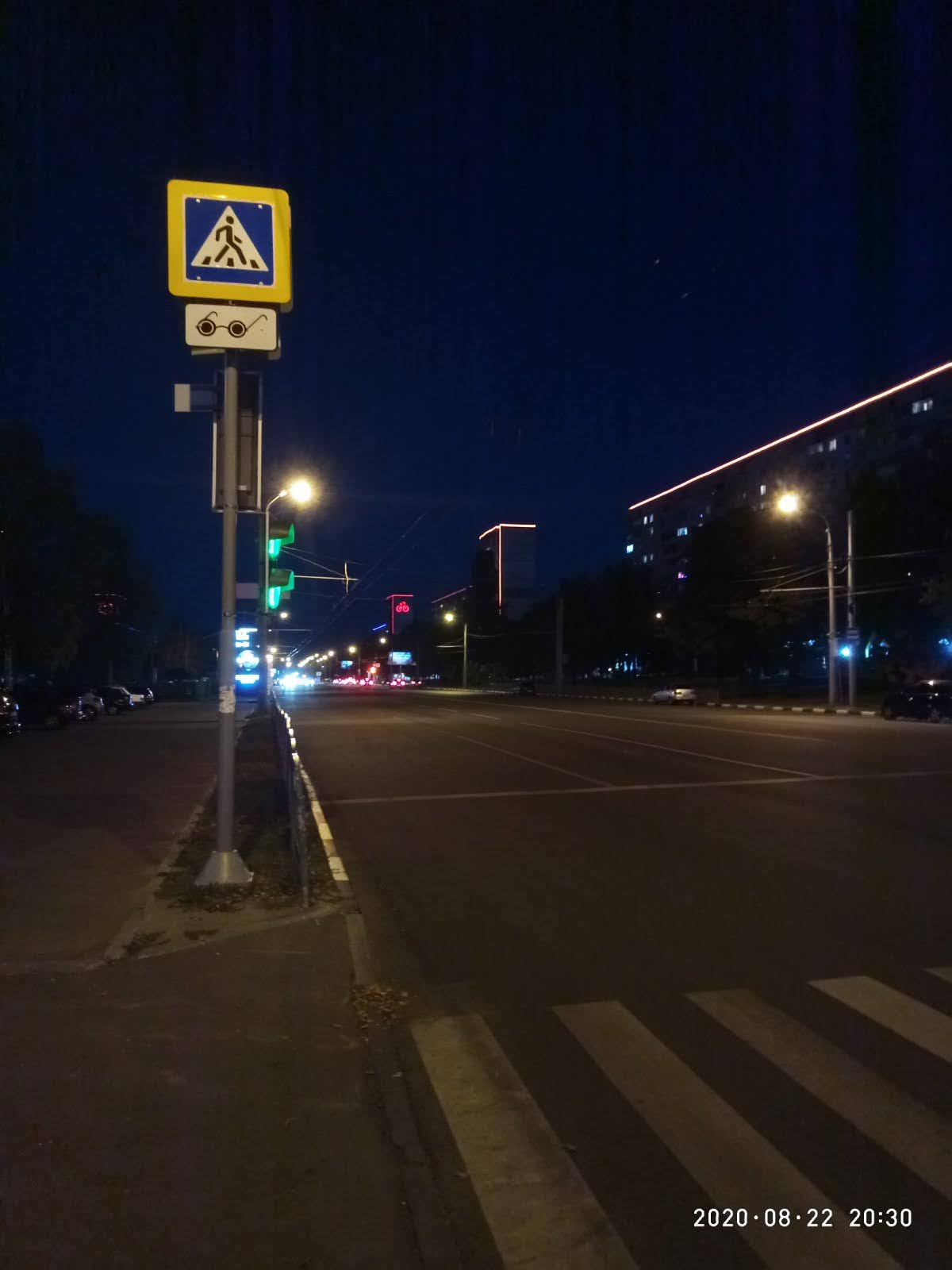
Підсвічені світлодіодною стрічкою будинки на проспекті Людвіга Свободи 23 серпня 2020 року.